# Natalie Holt
Natalie Holt est une compositrice et violoniste britannique née à Worthing.
Elle est principalement connue pour avoir composé les bandes originales du film Paddington (2014) et de la série télévisée Loki (2021). En 2022, elle travaille avec John Williams sur la bande originale de la mini-série Obi-Wan Kenobi.